# Resident Evil: Revelations
Resident Evil: Revelations (укр. Оселя зла: Одкровення, яп. バイオハザード リベレーションズ) — відеогра в жанрі survival horror, розроблена та видана японською компанією Capcom спеціально для портативної приставки Nintendo 3DS у 2012 році. Події гри розгортаються невдовзі після подій Resident Evil 4, коли агенти по боротьбі з тероризмом Джилл Валентайн та Кріс Редфілд намагаються викрити біотерористичну організацію, яка планує заразити океани Землі вірусом.
Revelations робить акцент впершу чергу на виживанні, а не на швидкому темпі бою, надаючи гравцеві обмежену кількість боєприпасів, здоров'я та обмежену швидкість руху. Розробники прагнули повернути коріння ігрової серії, водночас намагаючись осучаснити ігровий процес. Revelations отримала посередній комерційний успіх і переважно позитивні відгуки критиків, які хвалили її моторошний антураж, звуковий супровід і дизайн. Найбільше нарікань викликав непослідовний ігровий процес між епізодами. Гра отримала три номінації на премію Golden Joystick Awards, в тому числі в категорії «Гра року», а також була номінована в категорії «Гра року для портативних пристроїв» на 16-й щорічній церемонії нагородження D.I.C.E. Awards.
HD-версія була випущена у 2013 році для Microsoft Windows, PlayStation 3, Wii U та Xbox 360, а у 2017 році — для PlayStation 4, Xbox One та Nintendo Switch. Ця версія має покращену графіку та додатковий контент, зокрема новий рівень складності. На всіх платформах ремастер розійшовся накладом понад два мільйони копій по всьому світу, але його критикували за застарілу графіку та незручне керування. Продовження, Resident Evil: Revelations 2, вийшло у 2015 році.

## Ігровий процес
Гравець повинен пройти серію сценаріїв, зібраних в епізоди. Хоча в більшості сценаріїв гравець керує Джилл Валентайн на борту корабля-примари, деякі сценарії вимагають від гравця управління іншими персонажами. Для проходження епізодів гравець повинен виконати низку завдань, починаючи від розв'язання головоломок і закінчуючи перемогою над босами, збиранням ключів, які відкривають двері до нових локацій, та досягненням певних етапів у грі.
Як гра жанру survival horror, Revelations робить акцент в першу чергу на виживанні, а не на швидкому темпі бою, надаючи гравцеві обмежену кількість боєприпасів, здоров'я та обмежену швидкість руху. Одночасно можна носити до трьох одиниць вогнепальної зброї, на додачу до гранат і стандартного бойового ножа. Спектр вогнепальної зброї варіюється від пістолетів до дробовиків, пістолетів-кулеметів і гвинтівок. Гра ведеться від третьої особи, але перемикається на перспективу від першої особи або з-за плеча (залежно від того, на якій платформі запущена гра) при наведенні зброї для стрільби по ворогах.
Гравець може покращувати вогнепальну зброю, знаходячи необхідні предмети впродовж гри. Гравець також може здійснювати атаки ближнього бою, коли ворог стає оглушеним після влучного пострілу. Боєприпаси та предмети здоров'я розкидані по всій грі, допомагаючи гравцям раціонально використовувати свої ресурси. Для сканування та пошуку прихованих предметів у навколишньому середовищі можна використовувати пристрій під назвою Genesis. Також доступна функція автомапи, яка допомагає гравцям орієнтуватися в грі.
Окрім однокористувацької кампанії, в Revelations також доступний режим під назвою Raid Mode, де один або двоє гравців можуть проходити добірки видозмінених сценаріїв з однокористувацької кампанії. Після завершення сценарію гравець отримує досвід і бойові бали, які можна обміняти на різну зброю та предмети в магазині. Здобуття досвіду та придбання нового спорядження дозволяє гравцям переходити до більш складних сценаріїв. У міру проходження гри гравець також може розблокувати низку персонажів для гри як в одиночній кампанії, так і в Raid Mode, причому кожен персонаж має свій набір здібностей.

## Сюжет
Невдовзі після подій Resident Evil 4 у 2004 році біотерористична організація Il Veltro здійснює напад на середземноморське місто Терраґріґія, використовуючи біологічну органічну зброю (БОЗ), на знак протесту проти розробки містом системи ретрансляції сонячної енергії, яка забезпечує його електроенергією через орбітальний супутник. Федеральна комісія з біотероризму (FBC) намагається утримати контроль над містом, яке занурюється в хаос, але нищівна атака спонукає директора комісії Моргана Ленсдейла спрямувати супутник, щоб спалити місто інтенсивною сонячною енергією. Агенти FBC Паркер Лучіані та Джессіка Шерават стежать за евакуацією бази FBC і рятуються втечею, перш ніж Терраґріґія буде знищена сонячним промінням. Рік потому Паркер і Джессіка приєднуються до Альянсу з оцінки біологічної безпеки (BSAA).
Після того, як агенти BSAA Джилл Валентайн і Паркер розслідують можливе відновлення БОЗ поблизу руїн Терраґріґії, голова BSAA Клайв Р. О'Брайан повідомляє, що їхні колеги Кріс Редфілд і Джессіка зникли безвісти, розслідуючи чутки про можливу появу Veltro. Їх відправляють розслідувати останнє відоме місце перебування Veltro — покинутий круїзний лайнер під назвою Queen Zenobia (укр. Королева Зенобія). Обшукуючи корабель, їх обманом змушують повірити, що Кріса утримують в одній з кімнат, і вони втрачають свідомість. Тим часом Кріс і Джессіка дізнаються, що Veltro оперує на злітно-посадковій смузі в горах. О'Брайан наказує їм розшукати Джилл і Паркера після того, як з'ясовується, що він дав їм неправдиву інформацію про їхніх колег, і відправляє двох інших агентів BSAA, Квінта Кетчема і Кіта Ламлі, дослідити злітно-посадкову смугу.
Прокинувшись у різних кімнатах, Джилл і Паркер знову зустрічаються з агентом FBC Реймондом Вестером, який відмовляється пояснити причину свого перебування на кораблі. Вони також бачать відеозапис від Veltro, який розкриває їхній план зараження однієї п'ятої частини Світового океану T-Abyss (укр. Т-Прірва) — новим штамом Т-вірусу — у відповідь на знищення FBC їхніх сил у Терраґріґії. Кріс і Джессіка досягають Зенобії і возз'єднуються з Джилл і Паркером. Вони стикаються з Реймондом, замаскованим під агента Veltro, проте Джессіка встигає вистрілити в нього. Група розділяється, а Джил і Кріс працюють разом, щоб знайти лабораторію, яка використовувалася для виготовлення Т-Прірви на борту корабля. У лабораторії вони нейтралізують вірус і зіштовхуються з Ленсдейлом через відеозв'язок, який розкриває, що він працював з Велтро під час подій у Терраґріґії, щоб збільшити фінансування та міжнародний вплив FBC. Тим часом Паркер націлює пістолет на Джесіку після того, як таємно дізнався від Реймонда, що вона є кротом FBC, що змушує її запустити процедуру самознищення корабля і втекти.
Хоча Джилл і Кріс встигають втекти з корабля до його знищення, Паркер падає з містка. О'Брайан зізнається, що підлаштував усе, через що вони пройшли, щоб знайти докази причетності Ленсдейла до нападу на Терраґріґію. Дані, знайдені Кітом і Квінтом, свідчать про те, що Ленсдейл потопив судно такого ж типу в руїнах Терраґріґії, щоб знищити будь-які докази, які могли б його викрити. Ленсдейл заарештовує О'Брайана, а Джилл і Кріс вирушають туди, де знаходять лідера Велтро Джека Нормана і дізнаються, що він вижив після сонячного удару, зробивши собі ін'єкцію Т-Прірви, і планував викрити Ленсдейла, оприлюднивши відеозаписи своїх зустрічей з Велтро, але з тих пір став божевільним. Вони перемагають Нормана і забирають його відеодокази, які транслюють в ефірі. В результаті О'Брайана звільняють, а FBC розпускають. Паркера знаходять через місяць на Мальті, після того, як з'ясувалося, що Реймонд інсценував свою смерть і врятував його від руйнування корабля. У сцені після титрів Реймонд дає Джессіці зразок Т-Прірви у кав'ярні. Коли його запитують, чому він врятував Паркера, він відповідає: «У мене є свої причини».

## Розробка
Revelations була розроблена Capcom під керівництвом Коші Наканіші, який працював геймдизайнером Resident Evil 5. Гра розроблялася одночасно з Resident Evil: The Mercenaries 3D, і команда, відповідальна за проєкт, не брала участі у створенні Resident Evil 6. Розробники вирішили створити гру для Nintendo 3DS, оскільки вважали, що її 3D-можливості можуть створити «напружений, лячний досвід з реалістичною атмосферою, який змусить гравців відчувати, що за кожним кутом може ховатися небезпека». Вони вирішили зробити гру епізодичною, з короткими та різноманітними розділами, щоб зробити її придатною для гри на портативній ігровій консолі. Режим «Рейд» (англ. Raid Mode) був розроблений так, щоб гравці могли «принести гру додому до свого друга і насолоджуватися нею з друзями разом, поки вони про щось спілкуються».
Головною метою розробників було відродити коріння Resident Evil, повернувши атмосферу жаху, водночас намагаючись осучаснити ігровий процес. Основним місцем дії гри було обрано круїзний лайнер, оскільки саме він міг надати клаустрофобські коридори та зробити гравця заручником ситуації посеред океану. Головна зала корабля була натхненна Оперою Гарньє у Парижі. Концепція ворогів передбачала, щоб ті стогнали та видавали жахливі звуки перед тим, як їх помітить гравець. Наканісі зауважив, що ця механіка дозволяє гравцям зрозуміти, які саме вороги йдуть на них, лише за звуком. Хоча зомбі є основними ворогами в перших іграх Resident Evil, команда вирішила створити «обводнених» істот з деформованими тілами для Revelations, щоб урізноманітнити ворогів франшизи.
Revelations розроблена на портованій та урізаній версії власного рушія Capcom — MT Framework, який спочатку був розроблений для HD-ігор, таких як Devil May Cry 4 та Lost Planet 2. Попередній досвід Capcom у створенні The Mercenaries 3D допоміг команді розробників значно покращити технічні та графічні аспекти гри. За словами Наканісі, «саме завдяки величезним зусиллям нашої технічної команди ми змогли отримати графіку консольної якості на портативці». Для зменшення витрат на продуктивність були використані деякі технології. Наприклад, сканер Genesis зменшує деталізацію зображення на екрані, а деякі істоти були розроблені зі спрощеною фізикою скелету та без HD-текстур.
На відміну від попередніх ігор серії Resident Evil, розробники розробили Revelations таким чином, щоб гравець міг рухатися і стріляти одночасно. Продюсер Масачіка Кавата пояснив, що причиною того, що ця механіка не була реалізована раніше, було те, що вона зробила б гру надто швидкою, як для гри в жанрі survival horror. Тим не менш, розробники збалансували ігровий процес гри, сповільнивши швидкість пересування гравця і змусивши ворогів рухатися у складний і жахаючий спосіб, «так, ніби вони намагаються уникнути вашої атаки».
У грудні 2010 року з'явилася інформація про те, що гра завершена лише на 20%. Численні функції не були включені в кінцевий продукт через часові та бюджетні обмеження. Спочатку творці планували додати до гри спеціальну зброю, призначену для використання під водою і отриману від Кріса наприкінці восьмого епізоду, але сюжет гри змінився під час розробки, і команді довелося відмовитися від неї. Крім того, земля вдалині, яку видно з корабля в першому епізоді, спочатку мала стати місцем дії останнього епізоду, де Джилл мала б знайти щось зі свого минулого.

## Випуск
Revelations була анонсована на E3 у червні 2010 року, а демонстрацію ігрового процесу було показано на виставці Nintendo World у січні 2011 року. Коротка демо-версія, яка дозволяла гравцям керувати Джилл на круїзному лайнері гри протягом короткого періоду часу, була включена в реліз The Mercenaries 3D в наступні місяці. У червні 2011 року Revelations була представлена на виставці E3 2011, отримавши номінацію «Найкраща гра для 3DS» на церемонії нагородження Best of E3 2011 за версією IGN. Пізніше видання включило її до списку 30 найбільш очікуваних ігор 2012 року. Друга демо-версія гри була доступна для завантаження в інтернет-магазині Nintendo eShop у Північній Америці та Європі в січні 2012 року. Незадовго до виходу гри Capcom відвантажила перші північноамериканські копії гри, в яких назва гри, надрукована на корінці обкладинки, була написана з помилкою - «Revelaitons». Щоб виправити помилку, Capcom запропонувала покупцям можливість замінити обкладинку на виправлену версію.
Гра вийшла в Японії 26 січня 2012 року, в Європі - 27 січня 2012 року, а в Північній Америці - 7 лютого 2012 року. Це була перша гра для Nintendo 3DS з підтримкою Circle Pad Pro за межами Японії. Комплект, що містив аксесуар і гру, був випущений ексклюзивно в Європі. За даними Media Create, у 2012 році в Японії було продано 296 040 копій гри. У Сполучених Штатах гра увійшла до 25 найбільш продаваних відеоігор лютого 2012 року, а в березні 2012 року було продано 122 000 копій. Хоча продажі Revelations вважалися успішними для Nintendo 3DS, Capcom сподівалася продати «трохи більше», зважаючи на великі витрати на розробку гри.

## Сприйняття
| Агрегатор  | Оцінка |
| ---------- | ------ |
| Metacritic | 82/100 |

| Видання        | Оцінка      |
| -------------- | ----------- |
| Edge           | 6/10        |
| Eurogamer      | 8/10        |
| Famitsu        | 39/40       |
| G4             | 3/5         |
| Game Informer  | 9/10        |
| GameRevolution | 4.5/5 зірок |
| GameSpot       | 8.5/10      |
| GameTrailers   | 9.0/10      |
| IGN            | 8.5/10      |

Revelations отримала «загалом схвальні відгуки» від критиків, згідно з агрегатором рецензій Metacritic. GameSpot описали гру як «дуже вдале схрещування олдскульного горору та новомодного екшену», підкресливши її напружену атмосферу та повільний темп бою. У дуже позитивній рецензії Game Revolution похвалили моторошний сеттинг і звуковий супровід, зазначивши, що гра може бути кращою за попередні частини Resident Evil. Рецензент IGN Річард Джордж вважає Revelations «чудовою грою для портативних пристроїв, яка не тільки розширює межі і стандарти Nintendo 3DS, але й повертає давно забутий дух класичної франшизи». Однак він розкритикував сценарії, які не стосуються круїзного лайнера, і зауважив, що постійні зміни персонажів та ігрового процесу між сценаріями стримують гру «від справжньої величі», зробивши висновок, що гра «не розуміє своїх сильних сторін».
Чимало критиків визнали графіку гри однією з найкращих на Nintendo 3DS. Eurogamer похвалили навколишнє середовище за освітлення та ефекти частинок, а GameSpot відзначили високодеталізовані моделі персонажів, особливо Джилл та окремих монстрів. Також було відмічено звуковий супровід: IGN вважають, що «Capcom навчилася доречно використовувати саундтрек, іноді повністю переходячи на ізольовані звуки, щоб зосередити увагу гравця на чомусь по-справжньому страшному». Game Revolution висловили схожі думки, зазначивши, що гра найкраще сприймається в темряві та в навушниках. Game Informer похвалили історію за її епізодичну структуру і темп, але визнали, що агенти BSAA Квінт і Кіт — найгірші персонажі в історії серії. Той факт, що гра підтримує Circle Pad Pro, було визнано корисною функцією, оскільки це дає гравцям можливість рухатися, стріляти і керувати камерою одночасно.
У своїй неоднозначній рецензії Edge висловили думку, що Revelations увібрала в себе найкраще і найгірше з минулого і сучасного серії, і розкритикували її епізодичну структуру за те, що вона руйнує захопливу дослідницьку складову гри. GameSpot похвалили ігролад за принцип «зупинись і стріляй» та використання сканера Genesis, зазначивши, що він «чудово доповнює процес пошуку ресурсів, який лежить в основі виживання». Game Informer вважають, що кастомізація зброї сприяє різноманітності стилів проходження гри, але в той же час критикують недостатню різноманітність ворогів у порівнянні з іншими іграми серії. Джонатан Дісінг з G4 високо оцінив деталізацію круїзного лайнера, порівнявши її з Super Metroid. Однак він піддав критиці керування за те, що воно збиває з пантелику, а керовані комп'ютером компаньйони — за те, що вони не приносять ніякої користі. Аналогічно, IGN зауважили, що той факт, що гравця завжди супроводжує напарник, робить гру менш страшною.

### Нагороди
Revelations отримала кілька номінацій за підсумками року від певних видань та ігрових церемоній нагородження. На премії Golden Joystick Awards 2012 гра отримала номінації в категоріях «Найкраща портативна гра», «Найкраща гра року» та «Найкращий ігровий момент». На 16-й щорічній церемонії нагородження D.I.C.E. Awards Академія інтерактивних мистецтв і наук номінувала Revelations на «Гру року для портативних пристроїв», але в підсумку вона програла Paper Mario: Sticker Star. На премії NAVGTR Awards гра була номінована в категоріях «Графіка, технології» та «Гра, пригодницька франшиза», програвши Far Cry 3 та Assassin's Creed III відповідно. Редакція GameSpot номінувала Revelations на звання «Найкраща гра для портативних пристроїв 2012 року», а редакція IGN визнала її «Найкращою за графікою для 3DS/DS», а також номінувала в категоріях «Найкращий звук для 3DS/DS», «Найкращий сюжет для 3DS/DS» та «Найкраща гра для 3DS/DS». Видання Pocket Gamer визнало гру найкращою в категоріях «Екшн/аркада» та «Гра року для 3DS/DS».

## HD-версія
HD-версія Revelations вийшла 21 травня 2013 року для Microsoft Windows, PlayStation 3, Wii U та Xbox 360 у Північній Америці та 24 травня 2013 року в Європі. Вона має покращену графіку та освітлення у форматі High Definition, додатковий контент для режиму «Рейд», зокрема зброю та персонажів, а також новий режим складності, який змінює систему розподілу ворогів та предметів в однокористувацькій кампанії. Додаткова деталізація графіки на домашніх консолях також дозволила розробникам підвищити рівень деталізації ворогів. Хоча HD-версія не підтримує 3D-можливості Nintendo 3DS, версія для Wii U підтримує функціональність Miiverse і пропонує додаткові можливості для Wii U GamePad, включаючи двоекранний геймплей і режим Off-TV Play. HD-версія була випущена для PlayStation 4 та Xbox One в Японії 31 серпня 2017 року, а в Північній Америці та Європі — 29 серпня 2017 року. Версія для Nintendo Switch вийшла 28 листопада 2017 року.
Сприйняття критиками HD-версії було не таким позитивним. IGN розкритикували її за застарілу графіку та незбалансоване керування, заявивши, що гра «просто не в своїй тарілці», а Eurogamer розкритикували повільний рух персонажів, але визнали, що гра все ще виділяється на тлі попередніх частин основної серії Resident Evil. У 2016 році читачі японського журналу про відеоігри Famitsu поставили Revelations на шосте місце серед найбільш незабутніх ігор для PlayStation 3. Після релізу HD-версія гри очолила британські чарти за тиждень, що завершився 25 травня 2013 року. Станом на березень 2019 року версії для PlayStation 3, Xbox 360, Wii U та Microsoft Windows разом були продані в кількості 1,9 мільйона копій по всьому світу. Станом на лютий 2018 року версії для PlayStation 4, Xbox One і Nintendo Switch разом були продані в кількості 500 000 копій. Продовження, Resident Evil: Revelations 2, вийшло у 2015 році.